# Andréievka (Arkadak)
|  | Per a altres significats, vegeu «Andreievka». |

Andréievka (en rus: Андреевка) és un poble de l'óblast de Saràtov, a Rússia, segons el cens del 2010 tenia 25 habitants. Pertany al districte municipal d'Arkadak.